# League of Wales 1992-1993
L'edizione 1992-93 della League of Wales fu la prima e vide la vittoria finale del Cwmbran Town.
Capocannoniere del torneo fu Steve Woods (Ebbw Vale), con 29 reti.

## Classifica finale
|    | Classifica            | G  | V  | N  | P  | GF | GS | Dif | Pt |
| -- | --------------------- | -- | -- | -- | -- | -- | -- | --- | -- |
| 1  | Cwmbran Town          | 38 | 26 | 9  | 3  | 69 | 22 | 47  | 87 |
| 2  | Inter Cardiff         | 38 | 26 | 5  | 7  | 79 | 36 | 43  | 83 |
| 3  | Aberystwyth Town      | 38 | 25 | 3  | 10 | 85 | 48 | 37  | 78 |
| 4  | Ebbw Vale             | 38 | 19 | 9  | 10 | 76 | 61 | 15  | 66 |
| 5  | Bangor City           | 38 | 19 | 7  | 12 | 77 | 58 | 19  | 64 |
| 6  | Holywell Town         | 38 | 17 | 8  | 13 | 65 | 48 | 17  | 59 |
| 7  | Conwy Town            | 38 | 16 | 9  | 13 | 51 | 51 | 0   | 57 |
| 8  | Connah's Quay Nomads  | 38 | 17 | 4  | 17 | 66 | 67 | -1  | 55 |
| 9  | Porthmadog            | 38 | 14 | 11 | 13 | 61 | 49 | 12  | 53 |
| 10 | Haverfordwest County  | 38 | 16 | 5  | 17 | 66 | 65 | 1   | 53 |
| 11 | Caersws               | 38 | 14 | 10 | 14 | 63 | 60 | 3   | 52 |
| 12 | Afan Lido             | 38 | 14 | 10 | 14 | 64 | 65 | -1  | 52 |
| 13 | Mold Alexandra        | 38 | 16 | 3  | 19 | 63 | 69 | -6  | 51 |
| 14 | Llanelli              | 38 | 11 | 8  | 19 | 48 | 64 | -16 | 41 |
| 15 | Maesteg Park          | 38 | 9  | 13 | 16 | 52 | 59 | -7  | 40 |
| 16 | Flint Town United     | 38 | 11 | 6  | 21 | 47 | 67 | -20 | 39 |
| 17 | Briton Ferry Athletic | 38 | 10 | 9  | 19 | 61 | 87 | -26 | 39 |
| 18 | Newtown               | 38 | 9  | 9  | 20 | 55 | 87 | -32 | 36 |
| 19 | Llanidloes Town       | 38 | 7  | 9  | 22 | 48 | 93 | -45 | 30 |
| 20 | Abergavenny Thursdays | 38 | 7  | 7  | 24 | 36 | 76 | -40 | 28 |

### Verdetti
- Cwmbran Town Campione del Galles 1992-93.
- Llanidloes Town e Abergavenny Thursdays retrocesse.